# Janet Werner
Janet Werner (née en 1959 à Winnipeg, au Manitoba) est une artiste canadienne établie à Montréal. Son travail est connu pour ses représentations incisives et ludiques de figures féminines, soulevant des questions sur la nature du sujet en peinture,,.

## Biographie
Janet Werner est née en 1959 à Winnipeg, au Manitoba et réside actuellement à Montréal, où elle enseigne à l'Université Concordia . Werner étudie au Maryland Institute College of Art de Baltimore et, en 1985, elle obtient son baccalauréat en beaux-arts. Plus tard, elle étudie à l'Université de Yale à New Haven, Connecticut, où elle obtient une maîtrise en beaux-arts en 1987. De 1987 à 1999, elle enseigne la peinture et le dessin à l'Université de la Saskatchewan, à Saskatoon, en Saskatchewan,.

## Démarche artistique
Werner est principalement connue pour ses portraits fictifs à grande échelle. Elle se concentre sur le genre depuis 1997. Werner explore les thèmes de la subjectivité et du désir en produisant des composites d'images trouvées. Ses peintures récentes explorent la relation entre la peinture et les idées de réalisme et de la photographie. On peut dire que l'artiste utilise la peinture pour déconstruire l'ubiquité de l'image photographique.

## Collections
- Musée d'art contemporain de Montréal[9]
- Musée national des beaux-arts du Québec[10]
- Galerie d'art Leonard et Bina Ellen, Montréal
- Galerie d'art Mackenzie
- Regina Owens Art Gallery, Sackville, Nouveau-Brunswick
- Remai Modern (anciennement, Mendel Art Gallery), Saskatoon
- Galerie d'art Dunlop, Regina
- Galerie d'art de Winnipeg[11]
- Kenderdine Art Gallery, Université de la Saskatchewan, Saskatoon

## Expositions
Werner a exposé à la Art Gallery of Guelph en 2019

### Expositions sélectionnées
- 1989, Paintings, AKA Gallery, Saskatoon, Saskatchewan.
- 1989 Répétition du monde, Plug In Inc, Winnipeg, Manitoba.
- 1990. 1990 Paintings, Garnet Press Gallery, Toronto, Ontario.
- 1991 Réflexions sur le langage et l'apparence des choses, Mendel Art Gallery, Saskatoon, Saskatchewan.
- 1991 Réflexions sur le langage et l'apparence des choses, Illingworth Kerr Gallery, Calgary, Alberta.
- 1992 Réflexions sur le langage et l'apparence des choses, Dunlop art Gallery, Regina, Saskatchewan.
- 1994 Lingua, la Central, Galerie Powerhouse, Montréal, Québec[13]
- 1995 Scat, Galerie Axe NEO 7, Hull, Québec.
- 1995 figures et champs, Sir Wilfred Grenfell Gallery, Corner Brook, Terre-Neuve.
- 1995, Janet Werner / Katherine Sellars * Eye Level Gallery, Halifax, Nouvelle-Écosse.
- 1996, Slow Pictures, Galerie Robert Birch, Toronto.
- 1997, Listen, AKA Gallery, Saskatoon, Saskatchewan.
- 1997, Trance *, Mendel Gallery, Saskatoon, Saskatchewan (catalogue).
- 1997, Lucky, Southern Alberta Art Gallery, Lethbridge, Alberta (catalogue)[14]
- 1998, Lucky, Owens Art Gallery, Sackville, Nouveau-Brunswick.
- 1998, confiance, Optica, Montréal, Québec.
- 1999, Janet Werner, Paul kuhn Gallery, Calgary, Alberta.
- 1999, Janet Werner, Galerie Tableau Vivant, Toronto, Ontario.
- 1999, fiducie, Art Gallery of Mississauga, Mississauga, Ontario.
- 1999, Janet Werner, Galerie Tableau Vivant, Toronto, Ontario.
- 1999, Janet Werner, Paul Kuhn Gallery, Calgary, Alberta.
- 1999, Trust, Contemporary Art Gallery, Vancouver, Colombie-Britannique[15].
- 2000, Beautiful Losers, avec Michael Fernandes, Dunlop Art Gallery, Regina, Saskatchewan[15].
- 2000, New Work, Robert Birch, Toronto, Ontario[15].
- 2000, Trust, Thames Art Gallery, Chatham, Ontario[15].
- 2000, Trust, Estevan National Exhibition Center, Estevan, Saskatchewan[15].
- 2001, Janet Werner, Paul Kuhn, Calgary, Alberta[15].
- 2001, Janet Werner, The GALLERY/ Art Placement, Saskatoon, Saskatchewan[15].
- 2002, Since first I cast eyes on you / Depuis mon premier regard sur toi, Ottawa Art Gallery, Ottawa, Ontario[15].
- 2002, Janet Werner, Robert Birch, Toronto, Ontario[15].
- 2002, Janet Werner, Tracey Lawrence, Vancouver, Colombie-Britannique[15].
- 2004, Janet Werner, Robert Birch, Toronto, Ontario[15].
- 2004, Janet Werner, Tracey Lawrence, Vancouver, Colombie-Britannique[15].
- 2005, Janet Werner, SBC Galerie d'art Contemporain, Montréal, Québec[15].
- 2006, Misfits, Galerie Joyce Yahouda, Montréal, Québec[15].
- 2006, Up here in heaven, Birch Libralato, Toronto, Ontario[15].
- 2007, Buttercup I love you, Galerie Julia Garnatz, Cologne, Allemagne[15].
- 2008, New Work, Birch Libralato, Toronto, Ontario[15].
- 2008, Too much happiness, Parisian Laundry (maintenant Bradley Ertaskiran), Montréal, Québec[15].
- 2009, Is Anything Alright?, Art Gallery of Windsor, Windsor, Ontario[15].
- 2010, Who's Sorry Now?, Parisian Laundry (maintenant Bradley Ertaskiran), Montréal, Québec[15].
- 2010, Janet Werner, Galerie Julia Garnatz, Cologne, Allemagne[15].
- 2011, Beauty takes a holiday, Birch Libralato, Toronto[15].
- 2012, Mad, Bad, Sad, Glad, Whatiftheworld, Cape Town, South Africa[15]
- 2012, Earthling, Parisian Laundry (maintenant Bradley Ertaskiran), Montréal, Québec[15]
- 2013:  Another Perfect Day (Kenderdine Art Gallery, Saskatoon ; Esker Foundation, Calgary ; Galerie de l’UQAM, Montréal ; McIntosh Gallery, London)[16].
- 2014, Janet Werner, Portrait Society of Contemporary Art, Milwaukee, Wisconsin[15]
- 2015, Zero Eyes, Esther Massry Gallery, College of St. Rose, Albany, New York[15].
- 2015, Drop, Drop Slow Tears, Parisian Laundry (maintenant Bradley Ertaskiran)[15].
- 2017, Sticky Pictures, Parisian Laundry (maintenant Bradley Ertaskiran), Montréal, Québec[15].
- 2018, The Splits, Anat Ebgi, Los Angeles, Californie[15].
- 2019, Janet Werner, Musée d'art contemporain de Montréal[17].
- 2019, What time is it Mr. Wolf?, Art Gallery of Guelph, Guelph, Ontario[15].
- 2019, I Feel Real, avec Sandra Meigs, Vivianeart, Calgary, Alberta[15].
- 2020, Armory Show, avec Amie Dicke, Anat Ebgi Booth, New York, New York[15].
- 2021, There There, Bradley Ertaskiran, Montréal, Québec[15].
- 2021, Romantik, avec Keer Tanchak, Gallery 12.26, Dallas, Texas[15].
- 2022, Janet Werner, Arsenal Contemporary, New York, New York[15].